# Sponda Sud
Sponda sud è un album di musica popolare ed etnica del cantante italiano Eugenio Bennato, che continua il movimento Taranta Power, e pubblicato nel 2007.

## Tracce
1. Sponda sud
2. Ritmo di contrabbando
3. Canzone per Beirut
4. Lucia e la luna
5. Ogni uno
6. Italia minore
7. Verso il sole
8. Luna napoletana
9. Alla festa della Taranta
10. Angeli del sud

## Formazione
- Eugenio Bennato – voce
- Francesco Loccisano – chitarra classica, chitarra battente
- Gigi De Rienzo – chitarra acustica, basso, mandoloncello
- Erasmo Petringa – chitarra classica
- Stefano Simonetta – basso
- Fulvio Bennato, Gianni Bove, Rosetta Bove, Anna Longo, Enzo Materazzo, Pasqualino Ruggiero – cori